# Budynek przy ul. Poznańskiej 52 w Toruniu
Budynek przy ul. Poznańskiej 52 w Toruniu – filia Centrum Kultury Dwór Artusa (do 2020 roku Domu Muz) i Książnicy Kopernikańskiej, położona przy ul. Poznańskiej 52 na Podgórzu w Toruniu.
W 1953 roku zapadła decyzja o wybudowaniu na Podgórzu biblioteki. Powstał on na miejscu Browaru Pomorskiego, zniszczonego podczas eksplozji wagonów kolejowych 24 stycznia 1945 roku. Projekt architektoniczny opracował Jerzy Jerka, pracownik bydgoskiego Miastoprojektu. Prace budowlane prowadziło Zjednoczenie Budownictwa Miejskiego w Toruniu pod kierownictwem Stefana Kaszubowskiego.   
Budynek oddano do użytku 15 grudnia 1957 roku. 
Budynek jest przykładem architektury socrealistycznej, obowiązującej w latach 50. XX wieku dla gmachów użyteczności publicznej. Dwa wejścia umieszczone w skrajnych osiach podkreślają symetrię fasady. Parter i pierwsze piętro trójkondygnacyjnego budynku przeznaczone był na potrzeby biblioteczne (wypożyczalnia, czytelnia i magazyn). Drugie piętro mieściło salę widowiskowo-wykłądową z foyer. Sala ta była wyeksponowana w fasadzie budynku za pomocą wysokich okien w (w późniejszym czasie zostały one zamurowane), nawiązujących do Dworu Artusa czy Collegium Maius. 
Początkowo w gmachu mieścił się w nim Dzielnicowy Dom Kultury Podgórz. W skład domu kultury wchodziły filie biblioteczne dla dzieci i dorosłych.
W latach 70. w Dzielnicowym Domu Kultury mieściło się kino Semafor. Było to drugie (obok Flisaka) kino w lewobrzeżnym Toruniu. Kino zostało zamknięte, pozostała po nim sala widowni z ekranem.
Obiekt figuruje w gminnej ewidencji zabytków (nr 2353).